# Premi del Mèrit de les Lletres Ebrenques
El Premi del Mèrit de les Lletres Ebrenques és un guardó que concedeix l'Ajuntament d'Amposta mitjançant la Biblioteca Pública Sebastià Juan Arbó en el marc de les Jornades de les Lletres Ebrenques. Distingeix un autor o institució de les Terres de l'Ebre per la trajectòria de la seva obra o bé per la seva tasca de difusió de la literatura.

## Cronologia
- 2023: Imma de Sopa[2]
- 2022: Joan Todó Cortiella[3]
- 2021: Ignasi Blanch i Gisbert[4]
- 2020: Miquel Esteve Valldepérez[5]
- 2019: Tomàs Camacho Molina[6]
- 2018: Manel Ollé i Albiol[7]
- 2017. Onada Edicions[8]
- 2016. Cinta Arasa i Carot[9]
- 2015. Andreu Carranza i Font[10]
- 2014. Clara Salvadó[11]
- 2013. Jesús Maria Tibau i Tarragó[12]
- 2012. Emigdi Subirats i Sebastià[13]
- 2011. Francesca Aliern Pons[14]
- 2010. Albert Pujol[15]